# 10652 Blaeu
10652 Blaeu è un asteroide della fascia principale. Scoperto nel 1960, presenta un'orbita caratterizzata da un semiasse maggiore pari a 2,7298604 UA e da un'eccentricità di 0,1007153, inclinata di 5,57664° rispetto all'eclittica.